# Alogi
Gli Alogi (dal greco alfa privativo e logos parola: coloro che negano la parola, ovvero il Verbo) furono un movimento religioso sorto in Asia Minore verso la fine del II secolo, e considerato eretico da alcuni scrittori cristiani.

## Individuazione della setta
Ireneo di Lione (Adversus Haereses, III, II 9) fece un breve accenno a gruppi di persone che negavano la manifestazione del Paraclito e rifiutavano, di conseguenza, il Vangelo secondo Giovanni nei punti in cui la annunciava. Non dava, però, alcun nome alla setta.
Ippolito di Roma contrastò tale dottrina sia nel Syntagma che in un'opera intitolata "In Difesa del Vangelo di Giovanni e dell'Apocalisse". Queste opere, ormai perse, probabilmente sono state preservate, almeno nei contenuti, nell'opera di Epifanio di Salamina. Questi (Haereses, LI) forniva un lungo resoconto delle dottrine che sorsero dopo i Quartodecimani ed altri, e che non accettavano né il Vangelo secondo Giovanni né la sua Apocalisse, in quanto attribuivano entrambi a Cerinto. Li chiamò Alogi ("negatori della Parola") perché, rifiutando il Vangelo secondo Giovanni, rifiutavano il Logos che veniva rivelato in quel vangelo. Sfruttando l'ambiguità del termine Alogi, che in un'altra accezione significa "senza ragione", affermava che era il giusto nome per loro. Epifanio, inoltre, li considerava precursori del Monarchianismo, tanto che definì un seguace di quest'ultimo gruppo, Teodoto di Bisanzio, "brandello degli Alogi".

## Dottrina degli Alogi
Essi, indubbiamente, furono gli artefici di una radicale protesta contro l'abuso che i Montanisti facevano del Paraclito promesso nelle loro visioni e profezie. Questo spiegherebbe perché negavano il Vangelo di Giovanni che prediceva l'arrivo dello Spirito Santo e perché rifiutavano di dar credito all'Apocalisse che, con la sua descrizione della Gerusalemme Paradisiaca e del regno dei mille anni, alimentavano l'immaginazione degli entusiastici frigi. Gli Alogi attribuivano questi due libri a Cerinto. Allo stesso tempo non è chiaro se, oltre ai due testi, negassero la divinità del Figlio e la Sua generazione eterna.Epifanio, in ogni caso, pur affermando che rifiutavano il Logos predicato da Giovanni, era perplesso dalla loro attribuzione a Cerinto di un vangelo che fu scritto contro di lui e contro le sue idee: Cerinto insegnava che Cristo era un semplice uomo, mentre Giovanni ne predicava la divinità. In ogni caso, la contraddizione continuava nelle parole di Epifanio: "essi stessi sembrano credere come noi". Potrebbe, perciò, tranquillamente essere che gli Alogi non rifiutavano la dottrina in se stessa ma solamente il Logos, forma nella quale la dottrina era presentata da questo vangelo.

## Critica biblica
L'interesse degli studiosi moderni non è mai stato diretto alla loro cristologia, ma alla critica biblica che svilupparono. Era, indubbiamente, una preposizione dottrinale che li obbligava a rifiutare il Vangelo di Giovanni e l'Apocalisse. Ma essi cercavano di rafforzare le loro argomentazioni con tesi dedotte dall'esame dei libri stessi. Affermavano che il Vangelo di Giovanni era in disaccordo con gli altri vangeli, mescolava l'ordine sinottico degli eventi e predicava una dottrina docetica. La loro repulsione per l'Apocalisse era ancora più forte: postulavano che era spesso inintelligibile, puerile e falsa. Leggendo Apocalisse 2,18, affermavano che, a quei tempi, a Tiatira, non esisteva alcuna Chiesa cristiana.
L'interesse moderno per questo movimento è nato, da quando la questione giovannea esplose nel XVIII secolo, con lo scopo di gettare ulteriore luce sulla posizione e sull'autorità del quarto vangelo nella chiesa primitiva.